# Vitrac-sur-Montane
 Vitrac-sur-Montane  (en occitano Vitrac) es una comuna y población de Francia, en la región de Lemosín, departamento de Corrèze, en el distrito de Tulle y cantón de Corrèze.
Su población en el censo de 2008 era de 252 habitantes.
Está integrada en la Communauté de communes Tulle et Coeur de Corrèze .

## Demografía
| 280 | 303 | 286 | 239 | 244 | 214 | 252 |
| Para los censos de 1962 a 1999 la población legal corresponde a la población sin duplicidades (Fuente: INSEE [Consultar]) |     |     |     |     |     |     |